# Lacunaria crenata
Lacunaria crenata är en tvåhjärtbladig växtart. Lacunaria crenata ingår i släktet Lacunaria och familjen Ochnaceae.

## Underarter
Arten delas in i följande underarter:
- L. c. crenata
- L. c. decastyla